# Live at Montreux 1986
Live at Montreux 1986 est une sortie vidéo d'un concert du groupe anglais Talk Talk lors d'un concert au Montreux Jazz Festival 1986.

## Histoire
Le spectacle fait partie d'une tournée qui a débuté en avril 1986 pour promouvoir le récent album du groupe The Colour of Spring et devait être leur seule apparition à Montreux, depuis leur dernière tournée. La vidéo montre Talk Talk au sommet de leur carrière.
Pour cette tournée, le trio habituel de Mark Hollis (chant), Paul Webb (basse) et Lee Harris (batterie) est complété par John Turnbull à la guitare (qui joue une Fender Stratocaster et Telecaster, ainsi qu'une guitare électroacoustique), deux percussionnistes et deux claviéristes. Comme souvent, le quatrième membre du groupe de facto, Tim Friese-Greene, n'a pas joué sur scène avec le groupe.

## Réponse critique
Bill Gibron, de DVD Talk, recommande fortement le DVD, louant sa « playlist solide assortie de performances tout aussi faciles ». Il l'appelle « une excellente façon de se familiariser avec l’un des meilleurs et des plus déconcertants acteurs des années 80 ». Un critique allemand de Music Headquarter fait l'éloge du chanteur Mark Hollis pour sa performance charismatique et du groupe pour ses variations jazzy et ses improvisations. Un critique du site Web allemand MSN était moins positif à propos de la performance et de l'apparence de Hollis, se plaignant de l'introversion bien connue du chanteur et de son penchant pour se cacher derrière des lunettes de soleil, ainsi que de la toile de fond (le design de Montreux était entre les mains de Keith Haring en 1986) et les vêtements des années 1980 portés par le groupe.

## Liste des pistes
1. Talk Talk - 3:08
2. Dum Dum Girl - 3:44
3. Call in the Night Boy - 6:55
4. Tomorrow Started - 7:38
5. My Foolish Friend - 4:45
6. Life's What You Make It - 4:37
7. Mirror Man / Does Caroline Know? - 8:11
8. It's You - 4:02
9. Chameleon Day / Living in Another World - 7:55
10. Give It Up - 5:39
11. It's My Life - 6:52
12. I Don't Believe in You - 6:05
13. Such a Shame - 8:45
14. Renée - 7:53

## Personnel
Talk Talk
- Mark Hollis - chant principal
- Paul Webb - basse, chœurs
- Lee Harris - batterie

Membres supplémentaires
- John Turnbull - guitares, chœurs
- Ian Curnow - synthétiseurs, orgue, programmation, piano
- Rupert Black - synthétiseurs, piano électrique, boîte à rythme
- Phil Reis - percussions
- Leroy Williams - percussions